# Commune (Suisse)
Pour les articles homonymes, voir Commune (homonymie).

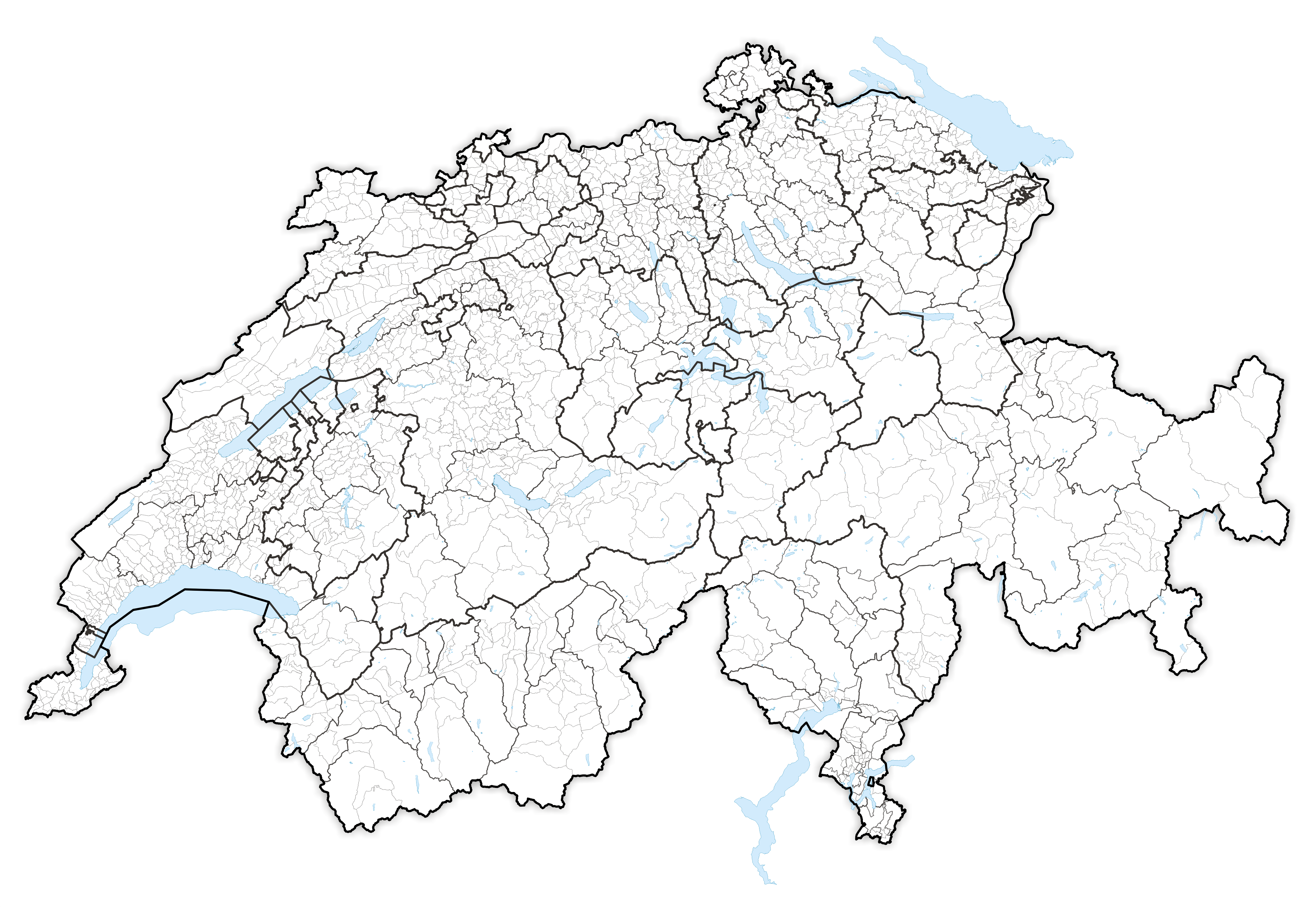
Carte des communes de Suisse au 6 avril 2025.

En Suisse, la commune est le plus bas niveau d'autorité au sein de l'organisation fédérale. Le pays en compte 2 115 au 6 avril 2025,. Du point de vue juridique, une commune est une personne morale.
Leur nombre baisse constamment depuis plusieurs années, à la suite de fusions, en particulier dans les cantons de Vaud, de Fribourg, de Neuchâtel, du Valais et du Tessin mais aussi par la fusion des vingt-cinq communes du canton de Glaris pour n'en former plus que trois. Le nombre de communes était de 3 095 en 1960, 2 899 en 2000 et 2 596 en 2010.

## Nom
De façon générale, la commune est appelée Gemeinde en allemand (au pluriel : Gemeinden), comune en italien (au pluriel : comuni) et vischnanca en romanche (au pluriel : vischnancas).
Certains cantons précisent le terme en « commune politique » (en allemand : politische Gemeinde). Certains cantons germanophones emploient le terme d'Einwohnergemeinde et le canton de Glaris, celui d'Ortsgemeinde. Le canton d'Appenzell Rhodes-Intérieures désigne la commune de Bezirk (« district »).
La liste suivante recense les termes employés dans chaque canton :
- Argovie : Einwohnergemeinde ;
- Appenzell Rhodes-Intérieures : Bezirk ;
- Appenzell Rhodes-Extérieures : Einwohnergemeinde ;
- Bâle-Campagne : Einwohnergemeinde ;
- Bâle-Ville : Einwohnergemeinde ;
- Berne : commune municipale ou Einwohnergemeinde ;
- Fribourg : commune ou Gemeinde ;
- Genève : commune ;
- Glaris : Ortsgemeinde ;
- Grisons : politische Gemeinde, vischnanca politica ou comune politico ;
- Jura : commune ;
- Lucerne : Einwohnergemeinde ;
- Neuchâtel : commune ;
- Nidwald : Gemeinde ;
- Obwald : Einwohnergemeinde ;
- Schaffhouse : Einwohnergemeinde ;
- Schwytz : Gemeinde ;
- Soleure : Einwohnergemeinde ;
- Saint-Gall : politische Gemeinde ;
- Thurgovie : politische Gemeinde ;
- Tessin : comune ;
- Uri : Einwohnergemeinde ;
- Valais : commune, commune municipale ou Einwohnergemeinde ;
- Vaud : commune ;
- Zoug : Einwohnergemeinde ;
- Zurich : politische Gemeinde.

## Rôle et administration

### Types de communes
Certains cantons définissent en plus de la commune dite « politique » des communes spécifiques, situées sur le même territoire et disposant de compétences particulières :
- la commune « bourgeoise », ou « bourgeoisie »[4], institution dans laquelle seules les personnes originaires de la commune ont le droit de vote, et non l'ensemble des habitants ;
- la commune « ecclésiastique », division territoriale d'une Église disposant d'un statut de droit public, forme des paroisses[5] dans la plupart des cantons ;
- la commune « scolaire » (Schulgemeinde), qui s'occupe des écoles sur un territoire donné (dans ce cas il s'agit souvent d'un groupement intercommunal sous la forme d'une corporation de droit public) ;
- la commune « mixte », qui réunit la commune municipale et la commune bourgeoise dans les cantons du Jura et de Berne ; les bourgeois y conservent la compétence de décider en assemblée de la réception de nouveaux bourgeois et d'aliéner les biens de la commune bourgeoise (gérés par les autorités communales)[6] ;
- la commune « civile » (Zivilgemeinde), essentiellement dans le canton de Zurich jusqu'en 2009, qui s'occupait des questions non politiques de la commune telles que la police, la voirie et les pompiers[7] ;
- d'autres types de communes encore.

### Compétences
La commune politique dispose de certaines compétences générales. « Une commune est autonome dans les domaines que le droit cantonal ne règle pas de manière exhaustive et dans lesquels il lui laisse une liberté de décision importante, soit en lui attribuant la compétence d'édicter et d'appliquer ses propres prescriptions, soit en lui réservant une latitude équivalente dans l'application du droit cantonal ou fédéral ».
La commune politique prend en charge les tâches communales qui ne sont pas la responsabilité d'un autre type de commune (par exemple, la commune religieuse ou la commune scolaire). Par exemple, dans le canton de Berne, la « commune municipale remplit toutes les tâches communales qui ne sont pas accomplies par une autre collectivité de droit communal en vertu de dispositions particulières », tandis que les communes bourgeoises, entre autres, « octroient le droit de cité communal » et « s'acquittent des tâches qui leur incombent de par la tradition ».
Le détail exact des compétences d'une commune politique dépend du canton ou de la commune. L'étendue de l'autonomie communale (et donc de ses compétences propres) dépend du canton. De façon générale, elle décroit en Suisse quand on se déplace d'Est en Ouest ; traditionnellement, elle est la plus forte dans le canton des Grisons, qui était une fédération de communes jusqu'au milieu du XIXe siècle.

### Citoyenneté
Chaque citoyen suisse est d'abord citoyen d'une commune (« droit de cité communal » ou « origine ») et d'un canton (« droit de cité cantonal » ou « indigénat »),.
À sa naissance, un enfant acquiert le droit de cité de la commune d'origine du parent dont il porte le nom ou de son parent suisse (si le nom de l'enfant est celui du parent étranger), indépendamment de son lieu de naissance ou de résidence. Il est cependant possible d'acquérir le droit de cité d'une autre commune, moyennant une taxe qui diffère selon la commune (« naturalisation communale »).

### Institutions
Les grandes communes sont dotées d'un Parlement communal appelé dans les cantons romands tantôt Conseil général, Conseil communal ou encore Conseil municipal  tandis que les plus petites communes ont une assemblée de tous les électeurs (assemblée communale).
L'organe exécutif est appelé selon les cantons conseil communal, Conseil administratif ou municipalité.
Ce sont les cantons qui règlent dans le droit cantonal la forme des institutions communales.

### Coopérations intercommunales
La plupart des communes suisses ont créé ou adhéré à des groupements intercommunaux pour remplir ensemble des tâches communes, en particulier dans la gestion des écoles, le traitement des déchets, l'épuration et le traitement des eaux usées, la gestion des forêts et des vignes, etc..
Certains de ces groupements sont de droit public (généralement des syndicats ou conventions intercommunales), d'autres de droit privé (associations intercommunales), d'autres encore informels sous forme d'accord ou d'entente intercommunale.

## Statistiques

### Nombre

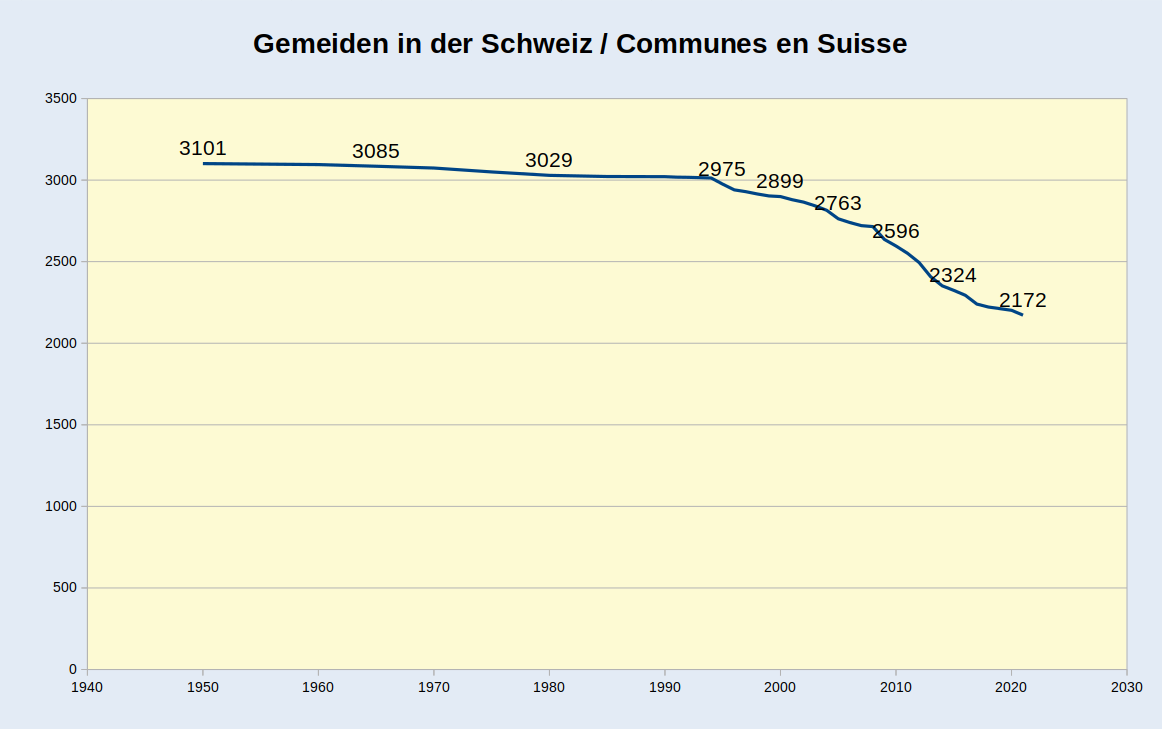
Évolution du nombre de communes en Suisse.

Au 1er janvier 2025, la Suisse compte 2 121 communes. Ce nombre a décru fortement pendant les années 2000, près de 15 % des communes ayant disparu par fusion pendant cette période. Le tableau suivant montre le nombre de communes au 1er janvier de chaque année, sauf pour 2017 où le chiffre correspond au 2 avril :
| Année  | 1960  | 1965  | 1970  | 1975  | 1980  | 1985  | 1990  | 1991  | 1992  | 1993  | 1994  | 1995  | 1996  | 1997  | 1998  | 1999  | 2000  | 2001  | 2002  |
| ------ | ----- | ----- | ----- | ----- | ----- | ----- | ----- | ----- | ----- | ----- | ----- | ----- | ----- | ----- | ----- | ----- | ----- | ----- | ----- |
| Nombre | 3 095 | 3 085 | 3 074 | 3 050 | 3 029 | 3 022 | 3 021 | 3 018 | 3 017 | 3 015 | 3 013 | 2 975 | 2 940 | 2 929 | 2 915 | 2 903 | 2 899 | 2 880 | 2 865 |

| Année  | 2003  | 2004  | 2005  | 2006  | 2007  | 2008  | 2009  | 2010  | 2011  | 2012  | 2013  | 2014  | 2015  | 2016  | 2017  | 2018  | 2019  | 2020  | 2021  | 2022  | 2023  | 2024  | 2025  |
| ------ | ----- | ----- | ----- | ----- | ----- | ----- | ----- | ----- | ----- | ----- | ----- | ----- | ----- | ----- | ----- | ----- | ----- | ----- | ----- | ----- | ----- | ----- | ----- |
| Nombre | 2 842 | 2 815 | 2 763 | 2 740 | 2 721 | 2 715 | 2 636 | 2 596 | 2 551 | 2 495 | 2 408 | 2 352 | 2 324 | 2 294 | 2 240 | 2 222 | 2 212 | 2 202 | 2 172 | 2 148 | 2 136 | 2 131 | 2 121 |

La liste suivante donne le nombre de communes par canton, par ordre décroissant (au 6 avril 2025) :
- Berne : 335
- Vaud : 300
- Argovie : 197
- Zurich : 160
- Valais : 122
- Fribourg : 121
- Soleure : 106
- Tessin : 100
- Grisons : 100
- Bâle-Campagne : 86
- Thurgovie : 80
- Lucerne : 79
- Saint-Gall : 75
- Jura : 50
- Genève : 45
- Schwytz : 30
- Schaffhouse : 26
- Neuchâtel : 24
- Appenzell Rhodes-Extérieures : 20
- Uri : 19
- Nidwald : 11
- Zoug : 11
- Obwald : 7
- Appenzell Rhodes-Intérieures : 5
- Glaris : 3
- Bâle-Ville : 3

### Population
La population médiane des communes est de 1 060 habitants ; la population moyenne est de 2 850 habitants. Le tableau suivant résume la répartition de ces communes, au regard de la population :
| Classe                       | Communes | Population | % du total | % de la pop. totale |
| ---------------------------- | -------- | ---------- | ---------- | ------------------- |
| Plus de 100 000 habitants    | 6        | 1 033 280  | 0,2        | 12,4                |
| Entre 50 000 et 100 000 hab. | 4        | 258 541    | 0,2        | 3,7                 |
| Entre 10 000 et 50 000 hab.  | 129      | 2 005 195  | 4,5        | 26,7                |
| Entre 1 000 et 10 000 hab.   | 1 240    | 3 711 418  | 47,0       | 49,4                |
| Moins de 1 000 hab.          | 1 268    | 584 266    | 48,1       | 7,8                 |

Les trois communes les plus peuplées sont Zurich (433 989 habitants), Genève (206 635 habitants) et Bâle (176 329 habitants).
Début 2020, les trois communes les moins peuplées sont Kammersrohr (31 habitants), Bister (39 habitants) et La Scheulte (39 habitants).
162 communes sont statistiquement définies comme villes.

### Superficie
La superficie médiane des communes est de 7,28 km2 ; la superficie moyenne est de 15,15 km2.
Les plus grandes communes sont Scuol (438,6 km2), Glaris Sud (430,0 km2), Zernez (344,0 km2), Surses (323,8 km2), Val de Bagnes (301,9 km2) et Davos (284,0 km2). Les plus petites sont Rivaz (0,3 km2), Gottlieben (0,3 km2), Meyriez (0,3 km2), Paudex (0,5 km2), Mauraz (0,5 km2), Muralto (0,6 km2) et Grancia (0,6 km2),.